# Poire Williams
Poire Williams — бренди, изготавливаемый из груш сорта Вильямс. Название в переводе с французского означает «груша Вильямс»
Часто в бутылке с бренди этого сорта находится целая груша. Чтобы получить «грушу в бутылке», бутылку прикрепляют к дереву таким образом, что груша растёт внутри неё. После того как плод созреет, его вместе с бутылкой снимают с дерева, после чего оставшееся в бутылке место заполняют бренди, изготовленным из того же сорта плодов.
Такой сложный способ изготовления напитка применяется не только для рекламных целей, но и для того, чтобы сохранить полный плодовый букет, отличающий этот бренди от всех остальных необыкновенно грушевным вкусом. Наиболее часто к такому способу прибегают виноделы Швейцарии.
Самая известная марка этого бренди — Williamine.